# Nederlandse gemeente
De gemeente is, na de Rijksoverheid en de Nederlandse provincies, de derde bestuurslaag in het Nederlandse staatsbestel. De inrichting en het bestuur van de gemeenten worden geregeld in de Gemeentewet.
Per 1 januari 2023 zijn er 342 gemeenten in het in Europa gelegen deel van Nederland en drie Caribisch openbare lichamen in Caribisch Nederland, die op vergelijkbare wijze worden bestuurd en als bijzondere gemeenten worden aangeduid. De bestuurlijke organisatie van de gemeente en haar taken en bevoegdheden zijn vastgelegd in de gemeentewet.
Op Europees niveau vormen de gemeenten de Nederlandse LAU-gebieden. 

## Geschiedenis
Tot en met 1795 kende Nederland, destijds de Republiek, sterk uiteenlopende vormen van lokaal bestuur. Daarin kan een onderscheid worden gemaakt in plaatsen met en zonder stadsrechten. Steden waren min of meer zelfstandig in het aanstellen van bestuurders. Dorpen maakten doorgaans deel uit van een heerlijkheid, waar een heer de dienst uitmaakte. De heer benoemde veelal een schout voor de dagelijkse zaken.
Tijdens de Bataafse Republiek (1795-1806) werden naar Frans voorbeeld dorpen en steden gelijkgesteld in een nieuwe bestuursvorm met de naam gemeente. In de Staatsregeling des Bataafschen Volks van 1 mei 1798 werd bepaald dat deze gemeenten voornamelijk administratieve eenheden waren, met enkel uitvoerende taken; de steden werd hun autonomie ontnomen. In een nieuwe staatsregeling (1801) werd de zelfstandigheid van gemeenten erkend en kregen ze de bevoegdheid zelf het plaatselijke bestuur in te richten.
Toen de Bataafse Republiek overging in het Koninkrijk Holland (1806-1810) werd de inrichting van het gemeentebestuur centraal vastgelegd (1807), in wat feitelijk de eerste Gemeentewet kan worden genoemd. De gemeenten kregen in die periode steeds minder bevoegdheden. Toen Nederland rechtstreeks door Frankrijk werd bestuurd (1810-1813) werden de gemeenten weer gereduceerd tot louter administratieve eenheden. De Franse Gemeentewet van 1811 bepaalde een minimale omvang van 500 inwoners, maar streefde naar een aantal van ongeveer 2.000 inwoners. Omstreeks 1811 vonden de eerste gemeentelijke herindelingen plaats. Ook omvang van het grondgebied werd een criterium voor herindeling.
In het onafhankelijke Verenigd Koninkrijk der Nederlanden (1815-1830) werd het onderscheid hersteld tussen zelfstandige steden met eigen bestuurlijke rechten, plattelandsgemeenten waarin het bestuur van hogerhand werd benoemd en gemeenten die deel uitmaakten van een ambachtsheerlijkheid. De ambachtsheer benoemde in het laatste geval een deel van de gemeenteraad en kon informeel de keuze van de wethouders beïnvloeden. De gemeentewet van 6 maart 1818 bepaalde dat alle besluiten van steden en gemeenten door de regering moesten worden goedgekeurd.
De door Johan Rudolph Thorbecke opgestelde grondwetsherziening van 1848 nam het onderscheid tussen steden en dorpen definitief weg. In de Gemeentewet van 1851, eveneens van de hand van Thorbecke, werd het gemeentebestuur geregeld. De door de welgestelde kiesgerechtigde inwoners te kiezen gemeenteraad werd als hoogste orgaan aangewezen. Het bestuur van iedere gemeente bestond voortaan uit een gemeenteraad, een college van burgemeester en wethouders en een door de koning benoemde burgemeester. Thorbecke verplichtte als nieuwe minimum voor gemeenten een kiezersaantal van 25 (belastingbetalende mannen).
In 1966 werd een nieuwe fase van gemeentelijke herindelingen ingezet met de Tweede Nota Ruimtelijke Ordening, waarin niet langer de gemeenten centraal stonden, maar de ruimtelijke ordening gericht op het voortsnellende proces van verstedelijking (en de daarmee gepaard gaande problematiek), de economie en sociaal-culturele en technologische aspecten. De verstedelijking had gevolgen voor stedelijke agglomeraties en gewesten, die vaak de gemeentegrenzen overschreden en daarmee voor sommige gemeenten, die samen werden gevoegd, dan wel geannexeerd door stedelijke gemeenten. Begin jaren 1980 werd na veel discussie besloten tot drie bestuurslagen; rijk, provincies en gemeenten. De gewesten werden losgelaten en vervangen door intergemeentelijke samenwerking. Gemeenten moesten daarop groter worden ter versterking van de lokale bestuurslaag. Dit leidde tot een golf van herindelingen en fusies in de jaren 1980 en begin jaren 1990. Deze trend van bestuurlijke samenwerking heeft zich sindsdien doorgezet met steeds grotere gemeenten, maar ook in het ontstaan van plusregio's en andere stadsgewesten, waarin meerdere gemeenten samenwerken.

## Verhouding met andere overheden
Nederland is een eenheidsstaat. In alle Nederlandse gemeenten wordt een aantal landelijke regels, bijvoorbeeld op het gebied van uitkeringen, milieuwetgeving, burgerlijke stand en dergelijke op eenzelfde manier toegepast. Dit wordt medebewind genoemd. Tegenover medebewind staat het begrip staatsrechtelijke autonomie. Hiermee wordt de bevoegdheid van een gemeentebestuur aangeduid om zaken die de eigen huishouding van de gemeente betreffen te reguleren. Niemand schrijft een gemeente voor aan welke instellingen zij subsidie dient te verstrekken of hoeveel jongerenplekken, ontmoetingscentra etc. in een gemeente dienen te zijn. Dit en nog veel meer onderwerpen behoort allemaal tot de eigen huishouding van de gemeente. In dit verband spreekt men ook van een open huishouding waarmee wordt bedoeld dat de onderwerpen waarmee de gemeente zich kan bemoeien in principe onbeperkt zijn. Er zijn wel enkele grenzen door de wetgever aangegeven. Zo mag een gemeente niet het rijksbeleid doorkruisen. Zij mag zich ook niet bezighouden met zaken die in de privésfeer van burgers liggen. Uiteraard mag zij ook geen wettelijke voorschriften overtreden bij het uitoefenen van de autonome bevoegdheid. Ook mag een gemeente geen inkomenspolitiek bedrijven.
Al geruime tijd hevelt de Rijksoverheid bepaalde taken en bevoegdheden over naar de gemeenten. Deze decentralisatie moet gemeenten meer armslag en verantwoordelijkheden geven. Werden voorheen subsidies vanuit een Haags ministerie aan plaatselijke instellingen verstrekt, tegenwoordig hebben gemeenten een zeer belangrijke vinger in de pap als het gaat om toewijzing van het geld. Aan de andere kant zijn er natuurlijk ook terreinen waar de gemeente zich niet mee bemoeit. Zo is het gemeenten niet toegestaan om een eigen buitenlands beleid te voeren. Ook de omvang en inzet van het defensie-apparaat behoren niet tot de gemeentelijke taken.
Sinds de decentralisaties van 2015 waarbij de Jeugdwet, Wet maatschappelijke ondersteuning en Participatiewet als medebewind onder de taken van gemeenten vallen, staan de verhoudingen van gemeenten met de Rijksoverheid op spanning.  Gemeenten zeggen dat ze niet voldoende geld krijgen van de Rijksoverheid om hun medebewind taken goed uit te kunnen voeren. Vanaf 2022 wordt de term ravijnjaar gebruikt deze disbalans te omschrijven.

## Verschillen tussen gemeenten

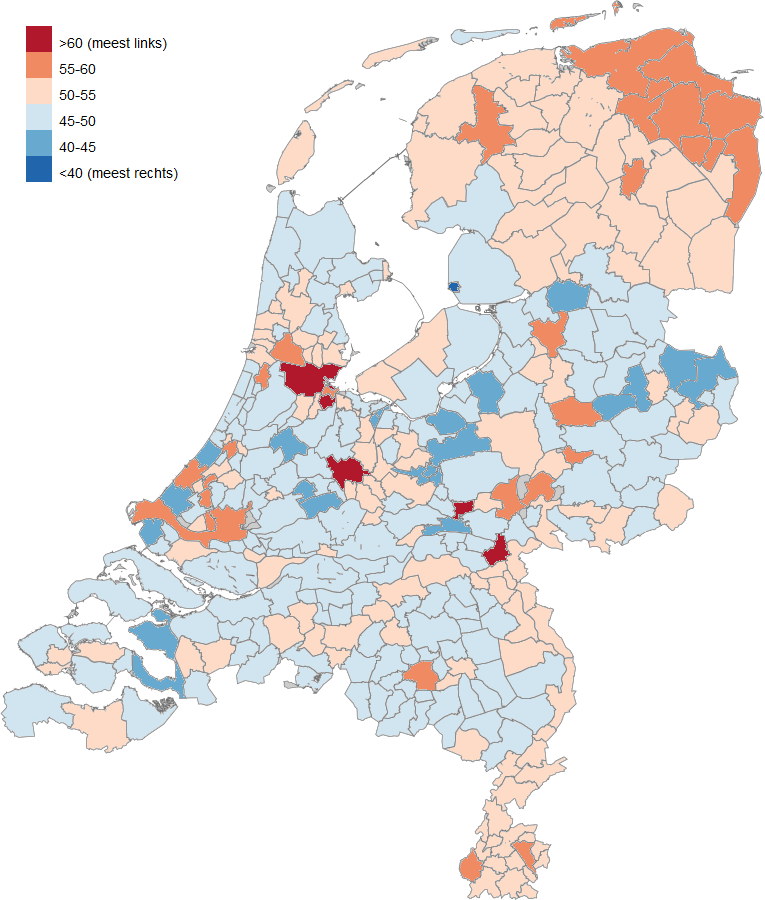
Deze kaart toont de politieke oriëntatie van Nederlandse gemeenten anno 2021, op een schaal van uiterst rechts (0, blauw) tot uiterst links (100, rood).

Er zijn grote verschillen tussen gemeenten. Een grote stad, waar veel mensen dicht op elkaar wonen, kent andere problemen en voert een ander beleid dan een dunbevolkte plattelandsgemeente die uit een aantal kleine kernen bestaat. Ambtenaren, gemeenteraadsleden, wethouders en burgemeester zijn er samen verantwoordelijk voor dat de zaken in de gemeente goed lopen.
Verschillen worden ook veroorzaakt door andere voorkeuren van de bevolking die via de gekozen vertegenwoordigers (de gemeenteraadsleden) tot uiting worden gebracht. Kiest men in de ene gemeente voor de uitbouw van een theater, in een naburige gemeente wil men het geld liever besteden aan de verhoging van de leefbaarheid in de oude wijken. Het maken van die keuzes is de voornaamste taak van het gemeentebestuur. Als u inwoner bent van een Nederlandse gemeente heeft u er rechtstreeks invloed op. Niet alleen bij de gemeenteraadsverkiezingen maar ook tussentijds hebben de inwoners van een gemeente mogelijkheden om hun stem te laten horen.
Politiek gezien stemmen, net zoals in veel andere landen, gemeenten op het platteland ook rechtser en conservatiever dan gemeenten met grote steden, waar linkser en progressiever wordt gestemd. Noordoost-Nederland (met name Groningen) en Limburg stemmen ook linkser dan de rest van het land. Rijkere gemeenten stemmen vaak liberaler.

## Taken en bevoegdheden

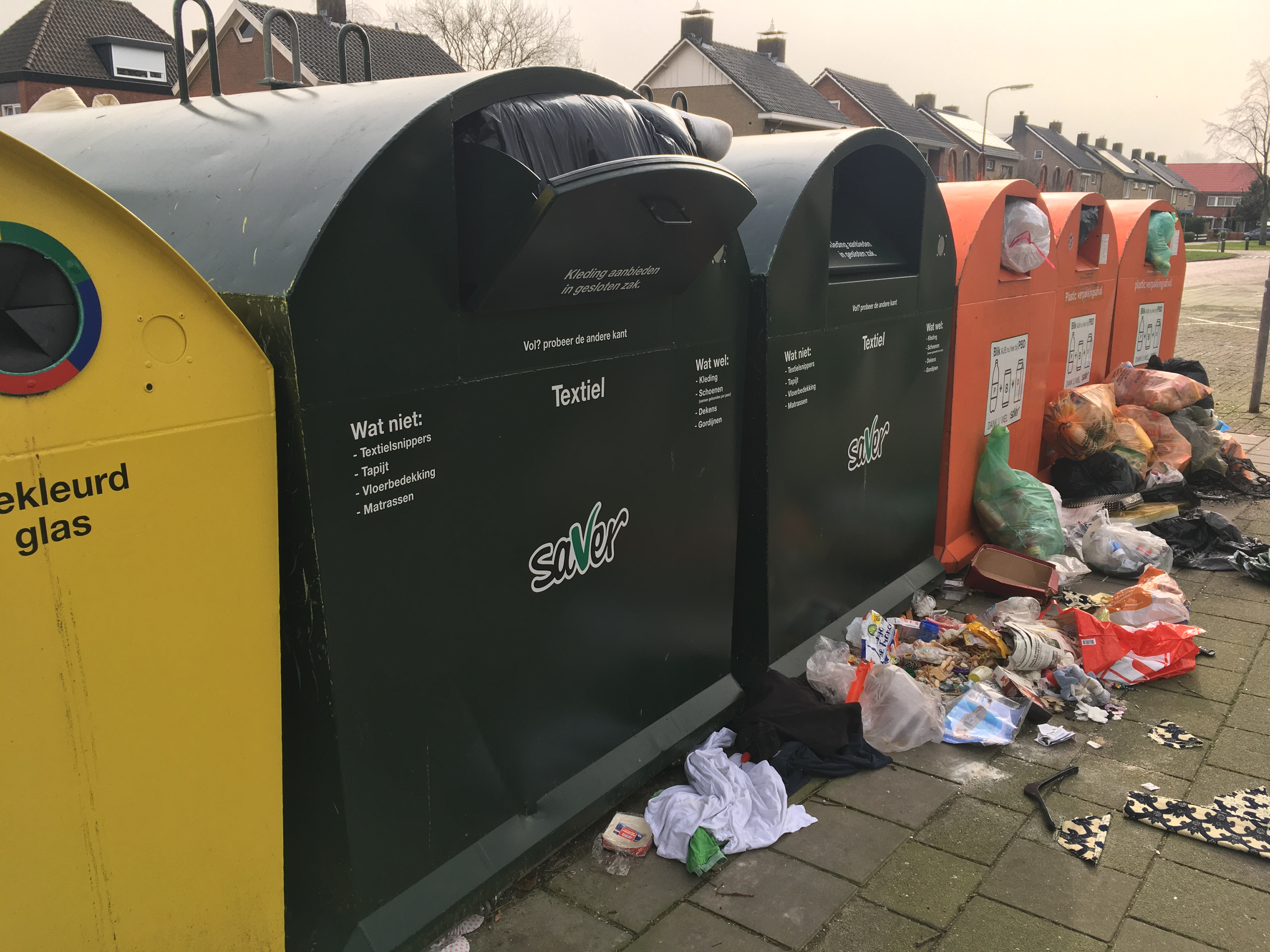
Afvalcontainers in gemeente Halderberge. Het inzamelen en verwerken van afval is een taak van de gemeente

Hieronder worden enkele taakgebieden beschreven. De opsomming is niet uitputtend.

### Stadsontwikkeling
Een van de belangrijkste taken van de gemeente is de zorg voor voldoende woonruimte. Om de aanleg van nieuwe woonwijken mogelijk te maken en de ontwikkelingen in bestaande wijken en het buitengebied in de hand te houden maakt het gemeentebestuur structuurplannen en bestemmingsplannen. Voor de inwoners van de gemeente zijn bestemmingsplannen van groot belang, daarin ligt vast wat er met de grond mag gebeuren. Mogen deze inwoners een schuur bij hun huis bouwen, kunnen zij een klein bedrijfje aan huis beginnen, dat zijn zaken die in het bestemmingsplan vastliggen.

### Verkeer en vervoer
Een ander belangrijk werkterrein voor de gemeente is verkeer. De gemeente maakt plannen voor een goede doorstroming van het verkeer. De gemeenteraad besluit over de aanleg van wegen, parkeerterreinen, woonerven, voetgangerstunnels, fietspaden. Dankzij de Wet milieubeheer heeft de gemeente greep op het milieu. Vervuilende bedrijven kunnen uit woonwijken worden geweerd, de milieupolitie kan optreden tegen mensen die op onjuiste wijze groot vuil aanbieden of gevaarlijke stoffen afvoeren.

### Onderwijs
De gemeente heeft een verscheidenheid aan taken op onderwijsgebied. De gemeenteraad bestuurt het plaatselijk openbaar onderwijs. Ook voor het bijzonder onderwijs draagt ze de zorg voor voldoende schoolruimte. De ambtenaren die toezien op naleving van de leerplichtwet zijn in dienst van de gemeente. In toenemende mate vormen zaken als gezondheidszorg, welzijn, cultuur, sport en recreatie het werkterrein van de gemeente. De verruiming van de naschoolse opvang en het beheer van een cultureel centrum of een sportpark, het zijn allemaal zaken waarover de gemeenteraad besluiten neemt.

### Welzijn en sociale zaken
De gemeente heeft ook de zorgplicht voor zijn inwoners op het gebied van welzijn en sociale zaken. Daaronder valt o.m. het uitvoeren van de Participatiewet, IOAW en IOAZ. De betreffende dienst wordt bijvoorbeeld sociale dienst genoemd, of Dienst Werk en Inkomen, of Servicepunt Werk en Inkomen.
UWV en de gemeentelijke sociale diensten worden aangeduid als ketenpartners in de sociale zekerheid. Ze voeren het Algemeen Keten Overleg (AKO). Er is voor wat betreft werklozen samenwerking, en in grotere gemeenten vaak gezamenlijke huisvesting, Werkplein genaamd.
Gemeenten hebben vaak ook een minimabeleid dat inhoudt dat mensen met een laag inkomen bepaalde vergoedingen of kortingen krijgen. Naast de wettelijk beperkt toegestane categoriale inkomensondersteunende voorzieningen kunnen er aanvullende tegemoetkomingen zijn, bijvoorbeeld aan iedereen met een inkomen van niet meer dan 110% van de bijstandsnorm. Wettelijk mag dit niet het zonder meer verstrekken van een geldbedrag zijn, maar wel bijvoorbeeld een declaratieregeling voor bepaalde daadwerkelijk gedane uitgaven, tot een bepaald maximum per jaar.

### Afvalinzameling en -verwerking
Volgens artikel 10.21 van de Wet milieubeheer hebben gemeenten een wettelijke zorgplicht om ten minste eenmaal per week huishoudelijk afval in te zamelen bij elk perceel waar zodanige afvalstoffen geregeld kunnen ontstaan. De zorgplicht voor gemeenten is evenwel niet beperkt tot de inzameling van het huishoudelijk afval, maar strekt zich ook uit over de verwerking daarvan, inclusief de verwerking op duurzame wijze.

### Belastingheffing
Gemeenten krijgen hun geld voor meer dan 90 procent van de rijksoverheid. Een deel van de inkomsten komt uit het zogenaamde Gemeentefonds, een fonds waarin het Rijk jaarlijks een deel van de belastingopbrengst stopt en verdeelt over de gemeenten. Deze inkomsten mag de gemeente naar eigen inzicht besteden. Naast inkomsten uit het Gemeentefonds ontvangen de gemeenten zogenaamde doeluitkeringen van het Rijk, uitkeringen voor een vast omschreven doel zoals openbaar vervoer of jeugdhulpverlening. Hoeveel een gemeente krijgt is afhankelijk van het aantal inwoners en plaatselijke omstandigheden. Daarnaast mag een gemeente zelf belasting heffen. De onroerendezaakbelasting die voor woningen en bedrijfspanden geldt is de belangrijkste bron van eigen inkomsten. Andere bronnen van inkomsten zijn de toeristenbelasting, de hondenbelasting en de parkeergelden. De hoogte van de belastingen wordt door de gemeenteraad vastgesteld. Dat gebeurt ook met de vaststelling van de tarieven die de gemeente aan de burgers vraagt voor bepaalde diensten, zoals leges en reinigingsrechten.

## Bestuur

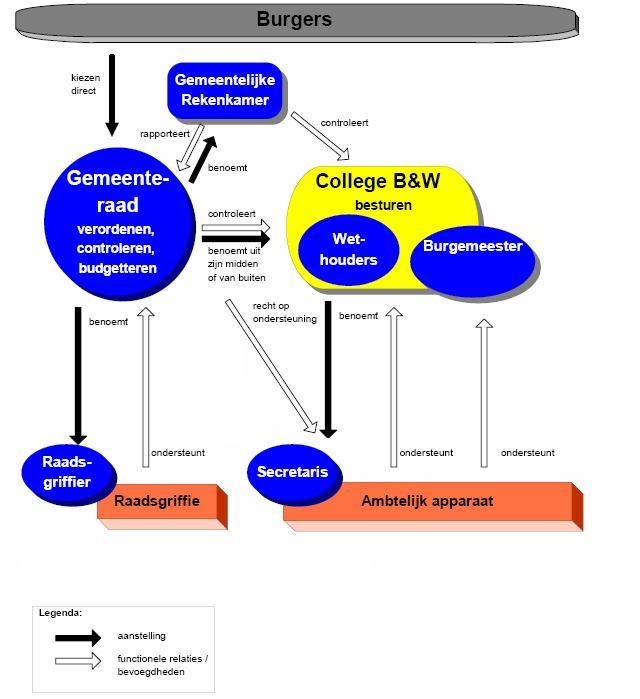
Gemeentebestuur schematisch weergegeven

De gemeente is een openbaar lichaam. Hiermee wordt een overheidsorganisatie aangeduid die rechtspersoonlijkheid bezit. Het openbaar lichaam wordt bestuurd door bestuursorganen. De raad, het college van burgemeester en wethouders, de burgemeester en de commissies zijn bestuursorganen. Elk van deze organen heeft zijn eigen bevoegdheden en taken.

### Raad
Volgens de Grondwet is de gemeenteraad het hoogste orgaan in een gemeente. De samenstelling van de gemeenteraad wordt eens per vier jaar bepaald op grond van de gemeenteraadsverkiezingen. Het aantal raadsleden is afhankelijk van het aantal inwoners. De kleinste gemeenten (onder de 3.000 inwoners) hebben 9 raadsleden, de grootste gemeenten (meer dan 200.000 inwoners) hebben 45 raadsleden. In principe kan iedere inwoner van 18 jaar of ouder lid worden van de gemeenteraad. Het zijn de politieke partijen die een lijst van kandidaten opstellen, waaruit de kiezers een keuze maken. Het raadslidmaatschap vergt, wanneer men het goed wil doen, behoorlijk wat tijd. Afhankelijk van de grootte van een gemeente gaat er per maand 30 tot 100 uur werk in het raadslidmaatschap zitten. En dat gebeurt doorgaans in de vrije tijd. Een raadslid krijgt een vergoeding voor de bezigheden. Het raadslidmaatschap wordt meestal uitgevoerd naast een andere baan of functie. De functie van de gemeenteraad is te vergelijken met die van een algemeen bestuur van een organisatie, instelling of vereniging.
Hoofdtaken van de gemeenteraad zijn het vaststellen van de hoofdlijnen van beleid, het toezien op de uitvoering daarvan en het vertegenwoordigen van de burgers. Ook stelt de gemeenteraad de begroting vast en benoemt en ontslaat wethouders. Als de post van burgemeester vacant is, doet de gemeenteraad een voordracht aan de Kroon. In de gemeenteraad heeft ieder lid een even zware stem. Beslissingen worden genomen bij meerderheid van stemmen. De gemeenteraad wordt ondersteund door de griffier.
De griffier staat de raad en de door de raad ingestelde commissies bij de uitoefening van hun taak terzijde.

### College van B en W
Het College van burgemeester en wethouders (kortweg ook vaak 'B en W' genoemd) is het dagelijks bestuur van de gemeente. Ook zorgt het college voor het uitvoeren van landelijke regelingen (het medebewind). Voorbeelden daarvan zijn het uitvoeren van de Participatiewet en de Wet milieubeheer. Als dagelijks bestuur is het college van B en W de eerst verantwoordelijke instantie voor de financiën van de gemeente. Het college voert het personeelsbeleid van de gemeentelijke organisatie.
Het college heeft voor de uitvoering van zijn taken tal van wettelijke bevoegdheden. Een voorbeeld daarvan is het aan- en verkopen van gemeentelijke eigendommen. In het college heeft iedere wethouder zijn eigen taakgebied of portefeuille, maar over het gebruiken van bepaalde bevoegdheden moet door het college als geheel besloten worden. B en W beslissen bij meerderheid van stemmen, waarbij de stem van de burgemeester doorslaggevend is als de stemmen staken.
Het college is over het gevoerde beleid verantwoording schuldig aan de gemeenteraad en kan door de gemeenteraad ter verantwoording worden geroepen. Als de gemeenteraad het niet eens is met een collegebesluit, kan de raad dit besluit echter niet herroepen. Wel kan de raad er bij het college op aandringen een ander besluit te nemen; in het uiterste geval kunnen één of meerdere wethouders naar huis worden gestuurd.

### Wethouder
Wethouders worden door de raad benoemd. Als een van de raadsleden tot wethouder wordt benoemd verliest hij zijn raadslidmaatschap. Als raadslid wordt hij dan opgevolgd door een andere vertegenwoordiger van zijn partij. Ook is het mogelijk dat de raad iemand van buiten de eigen kring of zelfs van buiten de eigen gemeente tot wethouder benoemt. Wel geldt in dat laatste geval de eis dat de wethouder uiterlijk binnen een jaar na benoeming binnen de gemeentegrenzen komt wonen.
Elke wethouder heeft zijn eigen taakgebied of portefeuille, zoals onderwijs, openbare werken, financiën, huisvesting, sport en cultuur. Een gemeente moet minimaal twee wethouders hebben, maar mag er niet meer hebben dan 20% van het aantal raadsleden (of niet meer dan 25% als een of meer wethouders in deeltijd werken). Daarnaast maken de politieke partijen die het college vormen afspraken over het aantal wethouders en de specifieke inhoud van de portefeuilles. Het wethouderschap is in de meeste gemeenten een meer dan volledige dagtaak, al komen in sommige gemeenten zowel deeltijd- als voltijdwethouders voor en is het in het slinkend aantal kleine gemeenten een deeltijdbaan. De wethouder krijgt, afhankelijk van de grootte van de gemeente, een salaris. Tussen raad en wethouder geldt, net als tussen Tweede Kamer en minister, de vertrouwensregel. Verliest de wethouder het vertrouwen, dan moet hij aftreden.

### Burgemeester
In tegenstelling tot raadsleden en (indirect) wethouders wordt de burgemeester niet gekozen, maar benoemd door de Kroon, dat wil zeggen bij koninklijk besluit op voordracht van de minister van Binnenlandse Zaken en Koninkrijksrelaties. Wanneer ergens een vacature ontstaat, worden sollicitanten opgeroepen via een advertentie in de Staatscourant. Intussen maakt de gemeenteraad meestal een lijstje met eigenschappen waaraan de nieuwe burgemeester zou moeten voldoen, een profielschets. De meeste gemeenteraden stellen ook een vertrouwenscommissie in die een voorkeursvolgorde van kandidaten mag aangeven. De gemeenteraad besluit uiteindelijk over de selectie van kandidaten en stuurt een lijstje met minstens twee namen naar de minister van Binnenlandse Zaken en Koninkrijksrelaties. Meestal volgt deze de aanbeveling van de gemeenteraad op. Voorafgaand aan de aanbeveling kunnen gemeenten een zogenaamd burgemeestersreferendum organiseren. Alle kiesgerechtigde inwoners mogen daarbij een voorkeur uitspreken voor een van de twee door de raad geselecteerde kandidaten.
De burgemeester is voorzitter van de gemeenteraad en voorzitter van het college van B en W. Van het college is hij wel lid, van de gemeenteraad niet. De burgemeester heeft een aantal eigen wettelijke taken en bevoegdheden. Hij is verantwoordelijk voor de handhaving van de openbare orde en veiligheid in de gemeente en in menige gemeente houdt de burgemeester zich ook bezig met het promotiebeleid of de voorlichting c.q. de overheidscommunicatie. Als benoemd bestuurder heeft de burgemeester ook een beetje de functie van opzichter. De wet spreekt over zijn 'zorgplicht' ten aanzien van bijvoorbeeld de tijdige voorbereiding van beleid en de goede samenwerking met andere overheden. Hij moet besluiten van de gemeenteraad en het college uitvoeren, maar als hij die in strijd met de wet of het algemeen belang acht, dan kan hij zo'n besluit voor vernietiging voordragen bij de minister van Binnenlandse Zaken en Koninkrijksrelaties.
De benoeming van de burgemeester geldt steeds voor een periode van zes jaar. Na advisering door de gemeenteraad wordt een burgemeester meestal automatisch herbenoemd. Alleen de Kroon, de Koning en de ministers, kunnen de burgemeester ontslaan, de gemeenteraad dus niet.
Hierbij geldt echter dat de burgemeester meestal de eer aan zichzelf houdt op het moment dat de raad het vertrouwen in de burgemeester opzegt. Formeel gezien hoeft dit dus echter niet.

## Werking

### Raadsvergaderingen

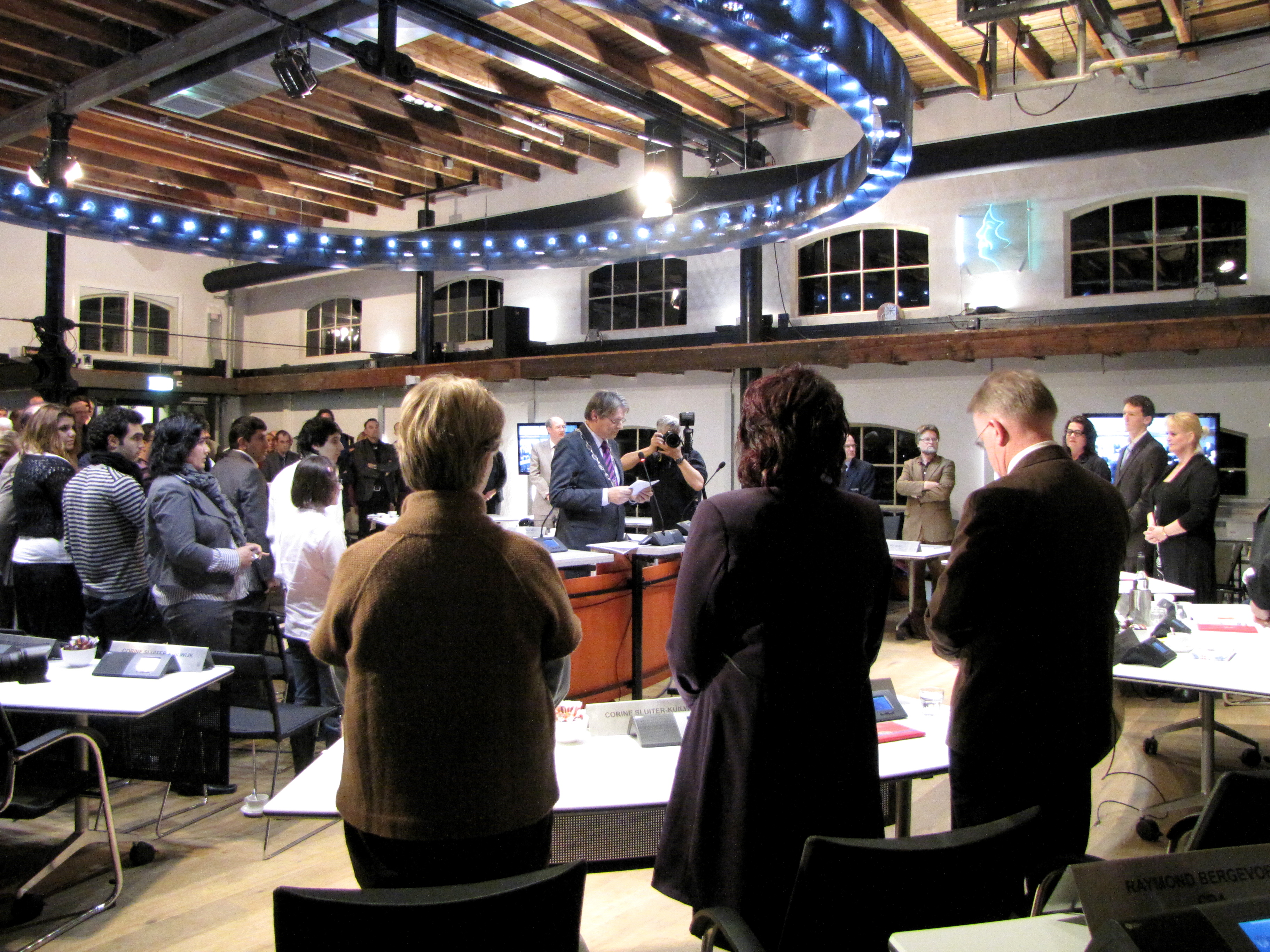
Raadsvergadering in de gemeente Oude IJsselstreek, 2010: de burgemeester beëdigt de raadsleden

Politiek hoogtepunt in het zittingsjaar van de gemeenteraad vormt de begrotingsbehandeling, die meestal vroeg in het najaar plaatsvindt. Het vaststellen van de begroting is een belangrijke bevoegdheid van de raad. Het college van B en W doet voorstellen voor nieuwe uitgaven en bezuinigingen die hij het komend jaar nodig acht. In uitvoerige debatten bespreekt de gemeenteraad de plannen, wijzigt wat hij nodig en wenselijk acht en stelt ten slotte de begroting vast. Het college heeft zich daar dan aan te houden. Een andere belangrijke bevoegdheid van de raad is het vaststellen van verordeningen, een soort gemeentelijke wetten. Een voorbeeld is een subsidieverordening, waarin regels zijn vastgelegd over toekenning van subsidies aan plaatselijke organisaties. Het college moet verordeningen uitvoeren.
In vrijwel alle gemeenten vergadert de gemeenteraad op een vast tijdstip, minimaal eens per maand.

### Commissies
Het raadswerk bestaat lang niet alleen uit het bijwonen van de raadsvergaderingen. Een belangrijk deel van het voorbereidende werk wordt in raadscommissies gedaan. Raadscommissies, hun taken en bevoegdheden, worden ingesteld door de gemeenteraad. Gemiddeld genomen vergaderen de commissies vaker dan de voltallige gemeenteraad. Om in een vroegtijdig stadium invloed uit te oefenen richten burgers en belangengroepen zich vaak op de raadscommissies. Er zijn verschillende soorten commissies. Raadscommissies bestaan uit raadsleden, maar er kunnen ook burgers in worden benoemd. Commissies houden zich meestal met een bepaald beleidsterrein bezig, bijvoorbeeld financiën. In zulke commissies worden zaken besproken, voordat ze in de voltallige raad aan de orde komen.
Het college kan ook commissies instellen, vaak commissies met een concrete taak, zoals het beheer van sportaccommodaties of de toewijzing van woningen. In dergelijke commissies worden vaak belanghebbende en deskundige burgers benoemd.

### Wijkraden, dorpsraden en deelgemeenteraden
In veel gemeenten komen wijkraden of dorpsraden voor. Vaak wordt wanneer door gemeentelijke herindeling een nieuwe grote gemeente ontstaat in de afzonderlijke wijken of kernen een wijk- of dorpsraad opgericht. Dorps- of wijkraden krijgen hun taken en bevoegdheden van het centrale gemeentebestuur. Wijk- of dorpsraden vertegenwoordigen de bevolking van een bepaalde wijk of kern en hebben een voornamelijk adviserende taak. Ze geven door 'wat er leeft' onder de bevolking en zijn een officieel aanspreekpunt voor het gemeentebestuur.
Amsterdam en Rotterdam, de twee grootste gemeenten, kenden deelgemeenten. In Amsterdam werden deze stadsdelen genoemd. De stadsdeelraden (Amsterdam) of deelgemeenteraden (Rotterdam) hadden in tegenstelling tot wijk- of dorpsraden een formele wettelijke status. Ze werden net als de gewone gemeenteraad rechtstreeks door de wijkbewoners gekozen bij officiële verkiezingen. Deelgemeenteraden werden ingesteld om de besluitvorming en de taakuitvoering dichter bij de burgers te brengen. Taken en bevoegdheden kregen ze van het gemeentebestuur overgedragen. Binnen zekere grenzen konden ze een eigen beleid op het terrein van bijvoorbeeld welzijn, verkeer, de inrichting van de openbare ruimte, cultuur en sport voeren. Deelgemeenteraden beschikten over eigen budgetten en eigen ambtenaren. Vanaf 20 maart 2014 zijn de deelgemeenten vervangen door gebiedscommissies.

## Samenstelling

### Verkiezingen
Eens per vier jaar worden, op een vaste dag, in heel Nederland gemeenteraadsverkiezingen gehouden. Tussentijdse verkiezingen worden alleen gehouden wanneer op basis van een gemeentelijke herindeling een wijziging van de gemeentelijke grens plaatsvindt.
Alle inwoners van 18 jaar en ouder kunnen op verkiezingsdag naar de stembus. Bij gemeenteraadsverkiezingen kunnen niet alleen mensen met de Nederlandse nationaliteit hun stem uitbrengen. Ook buitenlanders die minstens vijf jaar in Nederland wonen en een verblijfsvergunning hebben, hebben actief en passief kiesrecht op gemeentelijk niveau. Burgers van andere landen van de Europese Unie hebben deze rechten al direct vanaf het moment dat ze zich in een Nederlandse gemeente vestigen.
Op het stembiljet voor de gemeenteraadsverkiezingen staan de namen van de belangrijkste landelijke politieke partijen vermeld. Die partijen hebben plaatselijke afdelingen die zich met de gemeentepolitiek bezighouden. Daarnaast zijn er vaak groeperingen die alleen in de eigen gemeente opereren. Partijen als Gemeentebelangen, Lijst Jansen of Leefbaar Molendam richten zich meestal uitsluitend op kwesties die in het dorp of de stad zelf spelen.
Alle partijen proberen op eigen wijze zo veel mogelijk stemmen te winnen. Zeker in verkiezingstijd bestaan voor de kiezer volop mogelijkheden kennis te nemen van het gedachtegoed en de standpunten van de deelnemende partijen. In de meeste gemeenten wordt daarnaast ook door middel van verkiezingsborden, debatbijeenkomsten, uitslagenavonden en in toenemende mate met speciale verkiezingssites aandacht aan de verkiezingen besteed.

## Ambtelijke organisatie
Burgers van Nederland hebben vaak meer met ambtenaren dan met bestuurders te maken. Ambtenaren hebben tot taak besluiten voor te bereiden en uit te voeren. Ambtenaren zijn niet alleen op gemeentehuizen te vinden. Veel gemeenten hebben een eigen milieupolitie, ambtenaren met speciale opsporings- en bekeuringsbevoegdheden. Ook stratenmakers en de vuilnisophalers kunnen in dienst zijn van de gemeente. Aan het hoofd van de gemeentelijke organisatie staat de gemeentesecretaris.
De gemeentesecretaris heeft de leiding over de ambtenaren en vormt de verbinding tussen het college van B en W en het ambtelijk apparaat. Hij of zij is verantwoordelijk voor het goed functioneren van de ambtelijke organisatie en is aanwezig bij de vergaderingen van het college van B en W. De ambtelijke organisatie is verdeeld in diensten, directies of sectoren, met daaronder afdelingen voor onderdelen van de gemeentelijke beleidsterreinen, bijvoorbeeld voor welzijn, sociale zaken, milieu, waterstaatszaken, ruimtelijke ordening, economie, recreatie, natuur, verkeer en vervoer.
De ambtelijke ondersteuning van de gemeenteraad is in handen van een griffier, die overigens binnen de ambtelijke organisatie niet onder de gemeentesecretaris valt.

## Burger en gemeente, voorlichting, inspraak, protest

### Voorlichting, gevraagd, ongevraagd
Behalve bij gemeenteraadsverkiezingen kunnen de inwoners van een gemeente ook tussentijds invloed uitoefenen op het gemeentelijk beleid. Raadsvergaderingen zijn openbaar, vergaderingen van raadscommissies doorgaans ook, evenals alle informatie die bij de gemeente berust (tenzij deze op grond van de Wet openbaarheid van bestuur nadrukkelijk van openbaarmaking is uitgezonderd.) Een gemeentebestuur kan afwachten tot burgers om bestuurlijke informatie komen vragen maar het hoort op basis van deze wet ook zelf de boer op te gaan en actief voorlichting te geven 'zodra dat in het belang is van een goed en democratisch bestuur'. Vrijwel alle gemeenten hebben voorlichtingsambtenaren in dienst om de burgers over het beleid te informeren. Dat doen ze onder meer door bijvoorbeeld een eigen gemeentekrant, voorlichtingspagina's en advertenties in huis-aan-huisbladen, teletekst en rubrieken op de lokale radio, brochures, folders en websites. Deze activiteiten vallen onder het vakgebied overheidscommunicatie
Wie burger van een gemeente is, kan in veel gevallen zijn of haar mening kenbaar maken voordat een definitief besluit genomen is. De Wet openbaarheid van bestuur (Wob) en de Algemene wet bestuursrecht (AWB) dragen de overheid zelfs op om ook ongevraagd de burgers voor te lichten over belangrijke besluiten. Zo is wettelijk voorgeschreven dat ontwerpbesluiten, zoals bestemmingsplannen, een bepaalde periode op het gemeentehuis ter inzage moeten worden gelegd. Belanghebbenden kunnen daar bezwaar tegen maken. Eerst bij de gemeente zelf, vervolgens bij Gedeputeerde Staten en ten slotte bij de minister.

### Inspraak
Inspraak, het invloed geven van de burger op beslissingen die nog genomen moeten worden, is in veel gevallen wettelijk verplicht. In welke mate inspraak wordt gegeven is echter sterk afhankelijk van de gemeente waar men woont. Inspraak kan allerlei vormen hebben, al naargelang het karakter van de beslissing die moet worden genomen. De gemeente kan alleen de meest betrokkenen om hun mening vragen, bijvoorbeeld leerkrachten en oudercommissie bij de inrichting van een schoolplein, of alle inwoners, bijvoorbeeld bij een verkeersplan voor de hele gemeente. De inspraak kan schriftelijk worden geregeld, maar ook mondeling, bijvoorbeeld in de vorm van het houden van een hoorzitting.
Naast allerlei georganiseerde vormen van inspraak is er de mogelijkheid het beleid te beïnvloeden via een raadslid of een wethouder. Belangengroepen en actiecomités onderhouden vaak veelvuldig contact met wethouders en raadsleden. Wie wil dat het gemeentebestuur iets doet of nalaat, kan naar het spreekuur van een wethouder gaan, hem of haar opbellen of e-mailen, een of meer raadsleden trachten te overtuigen of een partijvergadering bezoeken. In vrijwel alle officiële gemeentelijke informatie staan dit soort contactmogelijkheden vermeld.
Bij het betrekken van burgers bij het beleid wordt in toenemende mate internet ingezet. Bij het vormen van een mening, het op interactieve wijze informatie geven over het beleid, het in beeld brengen van mogelijke oplossingsrichtingen voor bepaalde problemen, wordt tegenwoordig meer en meer gebruikgemaakt van de mogelijkheden van de nieuwe media. Veel gemeenten doen de laatste jaren aan zogenaamde interactieve beleidsvorming. Daarbij gaat het dan om bijvoorbeeld de herinrichting van een centraal plein in de gemeente. Omwonenden en belanghebbenden worden in een interactief proces uitgenodigd om wensen en ideeën te formuleren en zo mogelijk een voorkeur uit te spreken. Burgers reageren dan niet meer, zoals in het geval van inspraak, op kant en klare plannen, maar maken zelf die plannen mee. De gemeenteraad neemt uiteindelijk de beslissingen. De raad houdt dan wel zo veel mogelijk rekening met de plannen die burgers samen met ambtenaren en wethouder(s) hebben gemaakt.

### Referendum
Sinds 1 januari 2002 bestaat in alle gemeenten voor burgers de mogelijkheid een verzoek tot het houden van raadgevend referendum in te dienen. Wanneer men het niet eens is met een bepaalde verordening kan een referendumverzoek worden ingediend. Afhankelijk van de grootte van de gemeente moet dit verzoek ondersteund worden door 5 tot 10% van de kiesgerechtigde inwoners om daadwerkelijk tot een referendum te leiden. Als een meerderheid van de uitgebrachte stemmen tegen het voorstel is, moet de gemeenteraad het voorstel heroverwegen. Een extra eis daarbij is dat deze meerderheid minstens 30% van alle stemgerechtigden in een gemeente moet omvatten. Hoewel de gemeenteraad zich niet aan de uitslag van het referendum hoeft te houden, zal de raad er terdege rekening mee dienen te houden. Een referendum kan overigens ook op initiatief van de gemeente worden gehouden.
In een aantal gemeenten gelden afwijkende regels. Bij de landelijke invoering van het referendum is vastgesteld dat in gemeenten die al eerder een eigen regeling voor een referendum hadden vastgesteld, deze bestaande regelingen van kracht blijven.

### Protest
Diverse wetten en verordeningen bieden de burger de mogelijkheid bezwaar aan te tekenen tegen een beslissing van het gemeentebestuur. Wie bezwaar wil aantekenen tegen een besluit van het college of de raad kan terecht bij de gemeentelijke bezwaarschriften- of klachtencommissie. In sommige gemeenten zijn hiervoor afzonderlijke commissies van het college en van de raad. Tegen veel beslissingen is bovendien beroep mogelijk bij de provincie en uiteindelijk bij de Kroon. Men kan ook naar de rechter stappen. Met name de beroepsmogelijkheden die de Wet ruimtelijke ordening en de Wet milieubeheer bieden, worden veelvuldig door burgers en belangengroepen benut.
Niet alleen tegen beslissingen van het gemeentebestuur is bezwaar mogelijk, ook tegen de manier waarop ambtenaren hun werk doen. Wie zich door het optreden van een ambtenaar benadeeld voelt, kan daarover klagen bij de betreffende dienst of directie, bij een wethouder of een raadslid. In veel gemeenten bestaan speciale ombudslieden of klachtendiensten voor de behandeling van klachten over ambtenaren.

## Gemeentelijke records

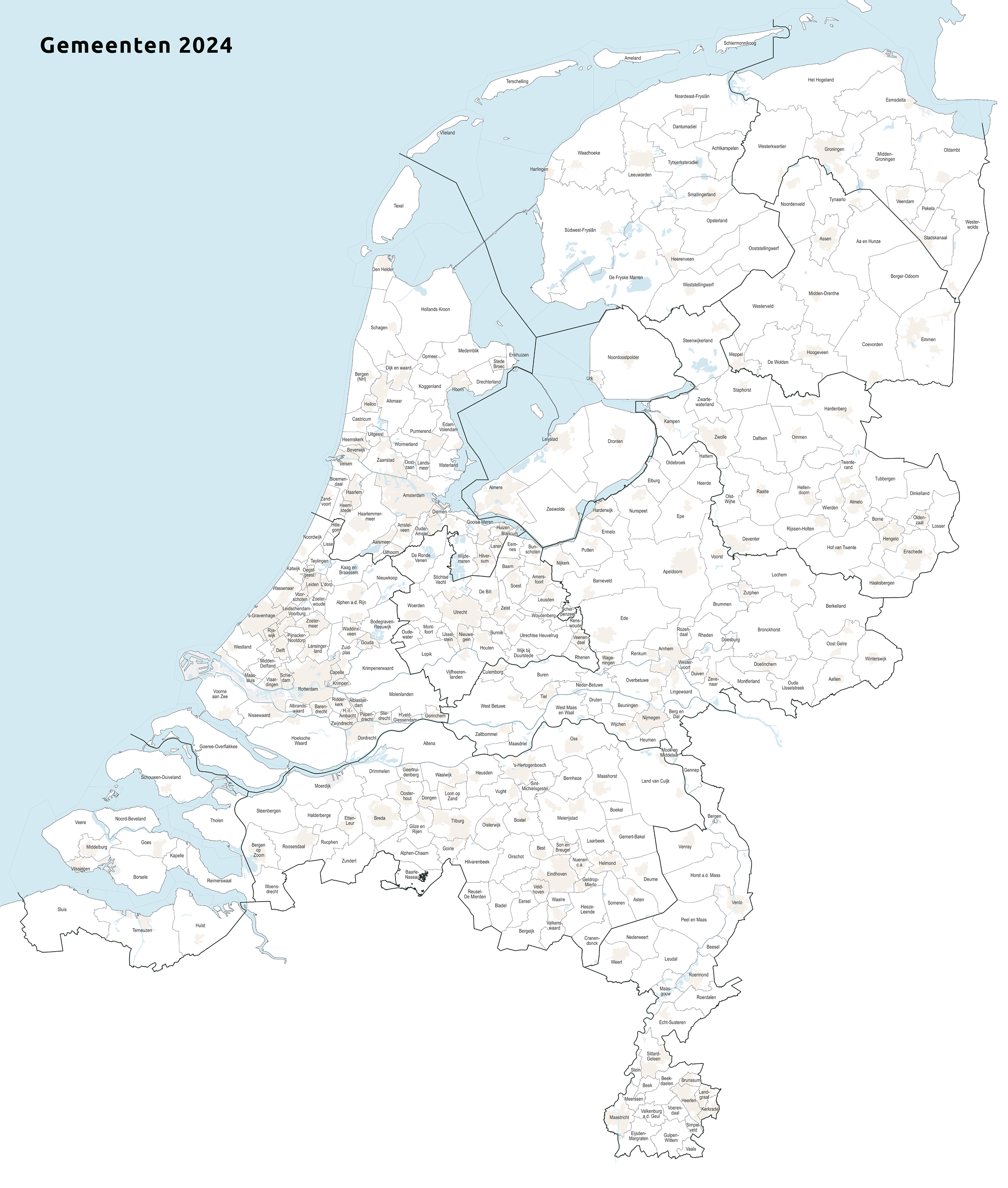
Nederlandse gemeenten, situatie per 2024

- Grootste gemeente (qua oppervlak): Súdwest-Fryslân (totaaloppervlakte: 907,87 km², landoppervlakte: 523,01 km²)
- Grootste gemeente (qua inwonertal): Amsterdam
- Kleinste gemeente (qua oppervlak): Westervoort
- Kleinste gemeente (qua inwonertal): Schiermonnikoog
- Kleinste gemeenten ooit (qua inwonertal): 0 inwoners in Tempel (in 1855 gevoegd bij Berkel en Rodenrijs) en De Vennip (in 1855 gevoegd bij Hillegom)
- Gemeente met hoogste bevolkingsdichtheid: Den Haag (6822 inw./km²)
- Gemeente met laagste bevolkingsdichtheid: Schiermonnikoog (24 inw./km²)
- Noordelijkst gelegen gemeente: Het Hogeland (vasteland), Schiermonnikoog (eiland) (NB: Rottumerplaat, dat tot de gemeente Het Hogeland behoort, ligt noordelijker dan Schiermonnikoog)
- Oostelijkst gelegen gemeente: Oldambt
- Zuidelijkst gelegen gemeente: Gulpen-Wittem
- Zuidelijkst gelegen openbaar lichaam: Bonaire
- Westelijkst gelegen gemeente: Sluis
- Westelijkst gelegen openbaar lichaam: Bonaire
- Laagst gelegen gemeente: Zuidplas (-6,7m)
- Hoogst gelegen gemeente: Vaals (323m)
- Hoogst gelegen openbaar lichaam: Saba (877m)
- Gemeenten met de kortste naam: Ede, Epe, Oss en Urk (drie letters)
- Gemeente met de langste naam: Nuenen, Gerwen en Nederwetten (25 letters)